# Pusztazámor
Pusztazámor là một thị trấn thuộc hạt Pest, Hungary. Thị trấn này có diện tích 9,27 km², dân số năm 2010 là 1174 người, mật độ 127 người/km².